# Bánfalvi Zsófia
Bánfalvi Zsófia (Szeged, 1954. július 8. –) magyar biológus, genetikus. A biológiai tudományok kandidátusa (1992), az Magyar Tudományos Akadémia doktora (2005).

## Életpályája
1977-ben diplomázott a szegedi József Attila Tudományegyetem biológus szakán. 1977–1983 között a Magyar Tudományos Akadémia Szegedi Biológiai Központ Genetikai Intézetének tudományos segédmunkatársa, 1983–1985 között, valamint 1987–1989 között tudományos munkatársa volt. 1983-ban, Szegeden, a József Attila Tudományegyetemen Ph.D fokozatot szerzett. 1985–1987 között Knoxville-ben a Tennessee Egyetem tudományos segédmunkatársa volt. 1989–2005 között a Mezőgazdasági Biotechnológiai Kutatókintézet tudományos főmunkatársa volt. 1989–2018 között a Mezőgazdasági Biotechnológiai Kutatóközpont, majd NAIK Mezőgazdasági Biotechnológiai Kutatóközpont intézet, Molekuláris Növényfiziológia és Biokémia Csoport csoportvezetője volt. 1992-ben C.Sc. fokozatot szerzett a Magyar Tudományos Akadémián. 2005-ben D.Sc. fokozatot kapott a Magyar Tudományos Akadémián. 2005–2018 között a Mezőgazdasági Biotechnológiai Kutatóközpont, majd NAIK Mezőgazdasági Biotechnológiai Kutatóközpont tudományos tanácsadója volt. 2010–2011 között igazgató-helyettesként is dolgozott. 2021-től a Magyar Agrár- és Élettudományi Egyetem Genetikai és Biotechnológiai Intézet, Növénybiotechnológia Tanszék, Burgonyakutatás csoport témavezetője.

## Díjai
- Akadémiai Díj (1985, 2019)[3]